# Кенгуру рудий
Кенгуру рудий, або "великий рудий кенгуру" (Osphranter rufus) — вид роду кенгуру (Macropus), один з найбільших представників родини Кенгурових і загалом один з найбільших ссавців Австралії.

## Опис

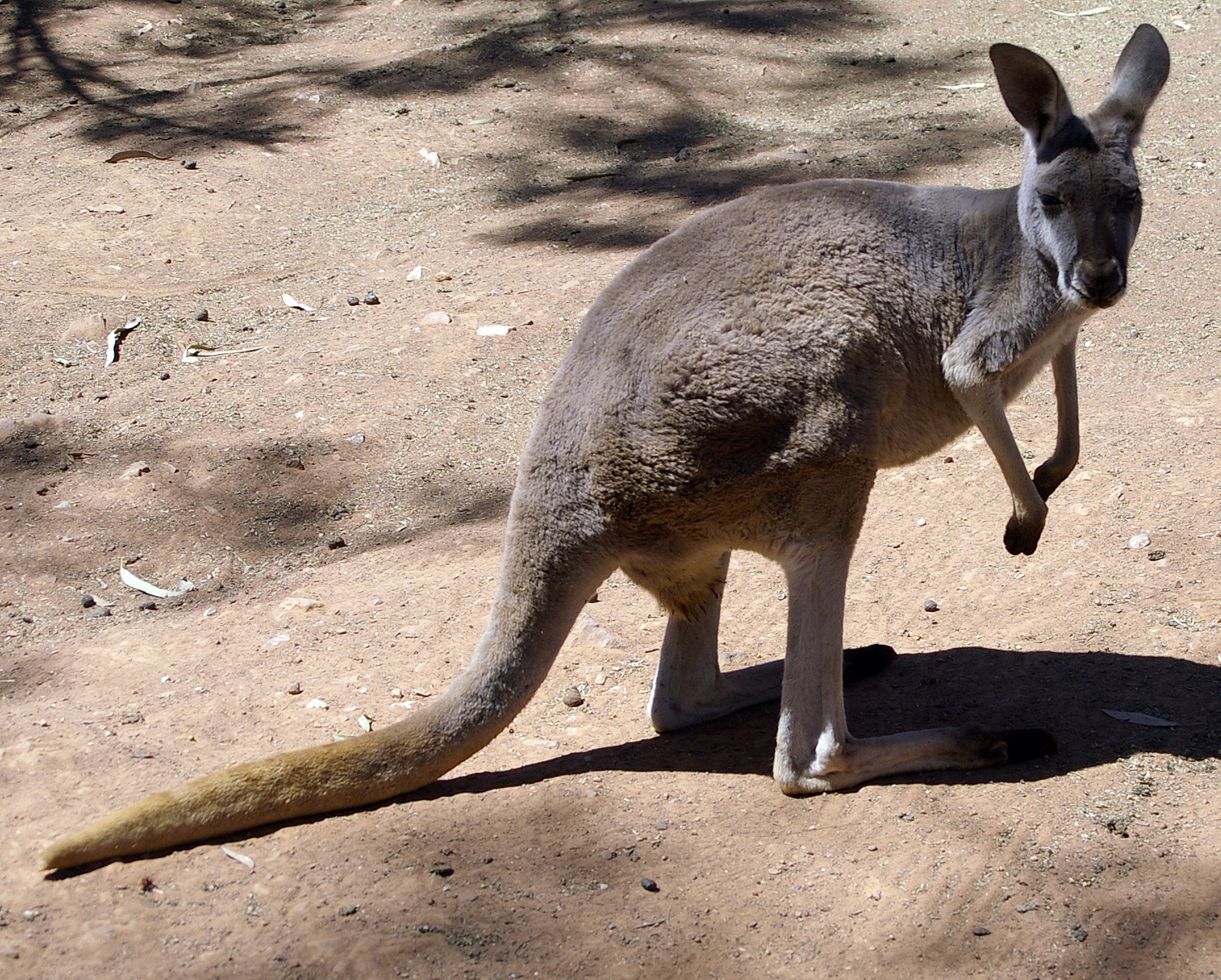
Великий рудий кенгуру

Самці великих рудих кенгуру переважають самок у вазі та зрості. Перші мають зріст до 3 м при вазі до 135 кг, самиці — 1,1 м при вазі 35 кг. Втім зазвичай самці рудого кенгуру сягають 1,5–2 м зросту при вазі 85 кг.
Хутро у них коричневато-руде. Звідси і його назва. Має довгі вуха та широку морду. У великого рудого кенгуру дуже міцні ноги та хвіст, які він використовує як для захисту, так і для швидкого бігу. Це найсильніший "боксер" серед кенгуру. Один стрибок цього представника кенгурових може сягати 9 м.

## Розповсюдження
Великий рудий кенгуру живе скрізь в Австралії, особливо у внутрішніх областях, окрім деяких південних районів, східного узбережжя, тропічних лісів півночі.

## Спосіб життя
Це нічний мешканець, який харчується вночі травою, а вдень відпочиває. Постійно пересувається у пошуках їжі. Може пройти до 25 км. 
Утворює групи з 10-12 тварин. Народжується за 1 раз одне дитинча. Вагітність триває 33 дні. На 235 день кенгуреня залишає сумку матері, втім харчується її молоком до 1 року.

## Тривалість життя
Тривалість життя становить приблизно 18–22 роки, деякі особини можуть доживати до 25–27 років.

## Стосунки з людиною
Раніше на великого рудого кенгуру досить часто полювали, чим суттєво зменшили його чисельність. Сьогодні він в цілому знаходиться під охороною. Але внаслідок з цивілізацією часто гине внаслідок зіткнення з технікою, отруйними речовинами. Але уряд Австралії багато робить для збереження цього виду. Великий рудий кенгуру дещо навіть залежить від діяльності людини - у посушливих місцях з'явились водоймища, трава.
Створено національні парки та заповідники. У неволі великий рудий кенгуру стає привітним та товариським.
В результаті великих рудих кенгуру стало навіть більше ніж було до переселення європейців. Внаслідок цього стали видавати дозволи на фіксований відстріл цього виду кенгуру. Щороку дозволено відстрілювати від 1,1 до 1,5 млн великих рудих кенгуру. Використовується у промисловості шкіра та м'ясо великих рудих кенгуру.